# Táp
Táp is een plaats (község) en gemeente in het Hongaarse comitaat Győr-Moson-Sopron. Táp telt 712 inwoners (2001).

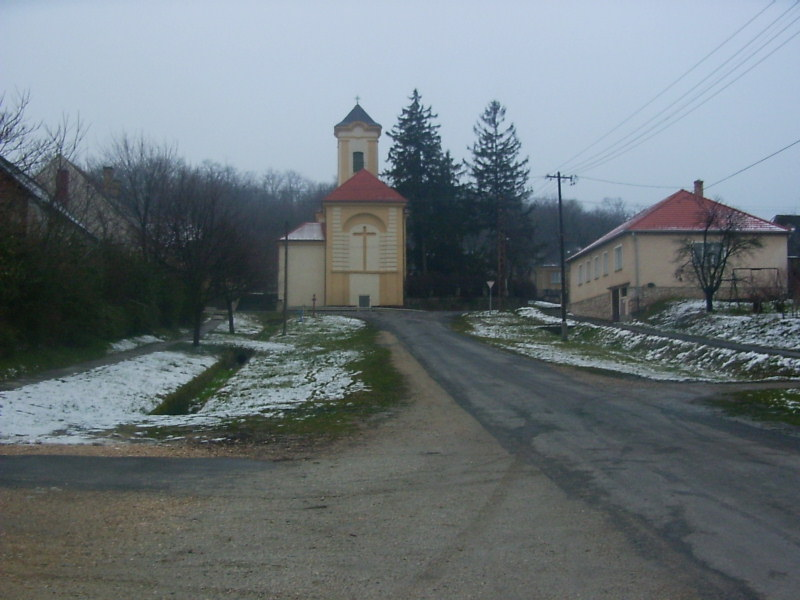
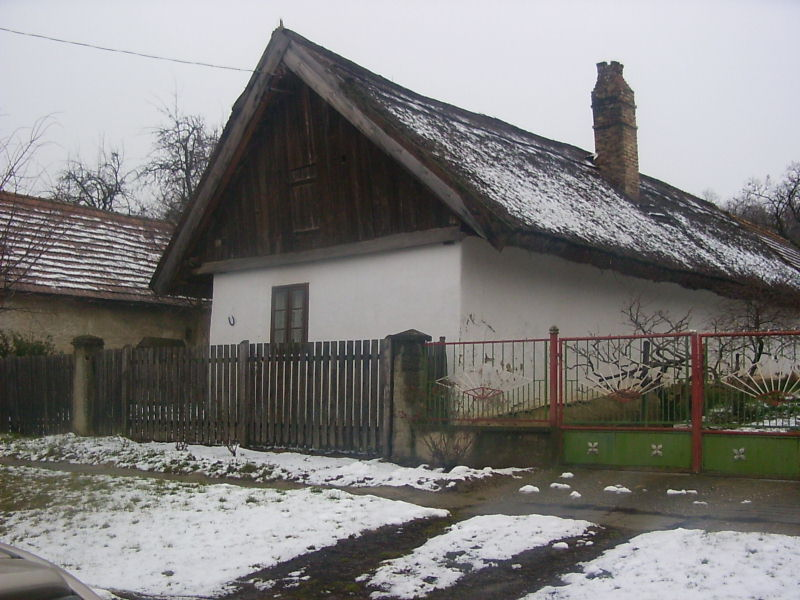